# شهرستان کوشخابلسکی
شهرستان کوشخابلسکی (به لاتین: Koshekhablsky District) یک شهرستان در روسیه است که در آدیغیه واقع شده‌است.